# Niccolò Radulovich
Niccolò Radulovich (Polignano, 28 de dezembro de 1627 - Roma, 27 de outubro de 1702) foi um cardeal do século XVIII

## Biografia
Nasceu em Polignano em 28 de dezembro de 1627. De ascendência alemã. Seu pai era o marquês de Polignano. Seu sobrenome também está listado como Radolovico.
Obteve o doutorado in utroque iure , direito canônico e civil.
Governador de várias cidades nos estados papais. Comissário de Saúde. Referendário dos Tribunais da Assinatura Apostólica da Justiça e da Graça. Recebeu as ordens menores, 14 de janeiro de 1659; subdiaconato, 2 de fevereiro de 1659; diaconato, 9 de fevereiro de 1659.
Ordenado em 16 de fevereiro de 1659.
Eleito arcebispo de Chieti em 10 de março de 1659. Consagrado em 16 de março de 1659, igreja de S. Ignazio, Roma, pelo cardeal Marcantonio Franciotti. Durante o pontificado do Papa Inocêncio XII (1691-1700), foi secretário da SC da Visita Apostólica e, posteriormente, secretário da SC dos Bispos e Regulares.
Criado cardeal sacerdote no consistório de 14 de novembro de 1699; recebeu o gorro vermelho e o título de S. Bartolomeo all'Isola, em 3 de fevereiro de 1700. Participou do conclave de 1700, que elegeu o Papa Clemente XI.
Morreu em Roma em 27 de outubro de 1702, às 11h30, em seu palácio romano. Exposto na igreja de S. Marcello, em Roma, onde se realizou o funeral a 29 de Outubro de 1702, e sepultado, provisoriamente, numa das capelas daquela igreja